# Puccinia egressa
Puccinia egressa ist eine Ständerpilzart aus der Ordnung der Rostpilze (Pucciniales). Der Pilz ist ein Endoparasit des Korbblütlers Archibaccharis oaxacanum. Symptome des Befalls durch die Art sind Rostflecken und Pusteln auf den Blattoberflächen der Wirtspflanzen. Sie ist ein Endemit Mexikos.

## Merkmale

### Makroskopische Merkmale
Puccinia egressa ist mit bloßem Auge nur anhand der auf der Oberfläche des Wirtes hervortretenden Sporenlager zu erkennen. Sie wachsen in Nestern, die als gelbliche bis braune Flecken und Pusteln auf den Blattoberflächen erscheinen.

### Mikroskopische Merkmale
Das Myzel von Puccinia egressa wächst wie bei allen Puccinia-Arten interzellulär und bildet Saugfäden, die in das Speichergewebe des Wirtes wachsen. Ihre Spermogonien wachsen überwiegend unterseitig auf den Blattadern der Wirtsblätter. Die blattunterseitig und an Stängelnwachsenden Aecien der Art sind gelblich und rufen Hexenbesen hervor. Ihre hyalinen Aeciosporen sind 22–28 × 18–22 µm groß, kugelig bis breitellipsoid und warzig. Die Uredien des Pilzes sind bislang unbeschrieben. Ihre zimtbraunen Uredosporen sind 23–27 × 23–27 µm groß und stachelwarzig. Die blattoberseitig wachsenden Telien der Art sind zimtbraun, kompakt und unbedeckt. Die gold- bis hell kastanienbraunen Teliosporen sind zweizellig, in der Regel breitellipsoid, runzelig und meist 38–45 × 21–26 µm groß. Ihre Stiele sind farblos.

## Verbreitung
Das bekannte Verbreitungsgebiet von Puccinia egressa umfasst nur den Monte Oaxaca.

## Ökologie
Die Wirtspflanze von Puccinia egressa ist Archibaccharis oaxacanum. Der Pilz ernährt sich von den im Speichergewebe der Pflanzen vorhandenen Nährstoffen, seine Sporenlager brechen später durch die Blattoberfläche und setzen Sporen frei. Die Art durchläuft einen makrozyklischen Entwicklungszyklus mit Spermogonien, Aecien, Telien und Uredien. Als autoöker Parasit macht sie keinen Wirtswechsel durch.